# Eurodan-huse
eurodan-huse er et dansk familieejet byggefirma, der specialiserer sig i opførelsen af typehuse. Virksomheden blev grundlagt i 1978 af Niels Chr. Dahl. Firmaet ledes i dag af sønnerne Thomas Dahl, som er administrerende direktør, og Rasmus Dahl, som er direktør. eurodan-huse har salgskontorer og showrooms i Rødekro, Aarhus, Roskilde, Odense, Aalborg, Herning, Hillerød og Vejle, hvor der findes prøver på alle de materialer, der indgår i husene. Siden grundlæggelsen har eurodan-huse opført 12.000 huse over hele landet.
eurodan-huse har udstillingshuse fordelt over hele landet, hvor det er muligt at se udvalget i arkitekturer, indretning, materialer og lavenergiløsninger.